# 3-2-1 Penguins!
3-2-1 Penguins! (3-2-1 Pinguins! no Brasil e Portugal) é uma série de ficção científica de animação por computador produzido pela Big Idea Productions, os criadores de Histórias de Vegetais.
Em Portugal, foi transmitida pelo Canal Panda. Em Brasil, foi transmitida pela Rede Boas Novas.

## Premissa
O Jason e a Michelle (dois gémeos) estão a passar o verão com a sua avó britânica na região de Poconos, na Pensilvânia. A sua avó tem uma coleção de estatuetas cafonas de cerâmica, a mais valiosa é quatro pinguins em um foguete (um presente de lua-de-mel da sua falecido marido). No primeiro episódio, os gémeos acidentalmente derrubam o navio, mas ao invés de quebrá-lo voa no ar e revela que os quatro pinguins são na verdade a tripulação de uma nave espacial real. Um dos gémeos é então a puxar para dentro do navio, usando o dispositivo de encolhimento da tripulação e fazendo uma aventura galáctica. A aventura que se segue então se liga a qualquer dilema moral com o qual Jason e Michelle tenham lutado na cena de abertura da programa. Por exemplo, no primeiro episódio, os gémeos estão a lutar para se revezar a jogar um novo vídeo jogo e olhando através do telescópio do seu avô antes do Jason ser transportado para um planeta inteiro de alienígenas que similarmente têm problemas para esperar.

## História
Enquanto a produção de Histórias de Vegetais: O Filme estava acontecendo, a Big Idea decidiu criar uma outra série de preencher o espaço de Histórias de Vegetais.
A série foi inicialmente criada por Jeff Parker, que pensou no conceito de aves que não voam. Mais tarde teve ajuda do Nathan Carlson e do Phil Lollar, que anteriormente trabalharam com ele em «Adventures in Odyssey».
Após o sucesso do primeiro episódio, a série seguiu com mais cinco episódios até 2003, quando a produção da Big Idea se mudou de Lombard, Illinois para Franklin, Tennessee.
Em 2006, após a NBC concordar em transmitir os seis episódios originais, também propuseram à Big Idea que produzisse mais episódios da série.
No total, a série tem 26 episódios.

## Personagens
- Zidgel: Capitão do Verão (Rockhopper em inglês) e um rei que parece ser um cruzamento entre o James T. Kirk e o Ted Baxter.
- Midgel: Engenheiro e piloto do Verão. O Midgel às vezes grita «Bonsai!» e puxa uma árvore Bonsai para aparar um ramo antes de dirigir o navio.
- Fidgel: O médico/cientista da tripulação do Verão. Muitas das suas invenções são estranhas, tais como a máquina de encolhendo que é objeto resizer arma a tripulação, mas também pode ser útil.
- Kevin: Enquanto o Kevin não tem nenhum trabalho específico sobre o navio, além de limpeza, ele está sempre pronto a ajudar quando necessário pelos outros. Ele também às vezes responde a perguntas ou resolve problemas sem ter consciência disso.
- Jason Conrad: irmão gémeo de 7 anos da Michelle que vai em aventuras com os pinguins.
- Michelle Conrad: irmã gémea de 7 anos do Jason, que também acompanha os pinguins em algumas de suas aventuras. Ela é 5 minutos mais velha que o Jason e sempre usa trancinhas no cabelo dela.
- Avó: A avó britânica com o cabelo azul do Jason e da Michelle que muitas vezes lhes dá conselhos do Livro da Vida, especialmente a partir de Provérbios.

## Episódios
- Trouble on Planet Wait-Your-Turn (Sarilhos no Planeta "Espera a tua vez" em Portugal)
- The Cheating Scales of Bullamanka (Os Batoteiros de Bullamanka em Portugal)
- The Amazing Carnival of Complaining (O Carnaval dos Queixumes em Portugal)
- Runaway Pride at Lightstation Kilowatt (Orgulho ou Fuga em Portugal)
- The Doom Funnel Rescue! (Resgate no funil de destruição em Portugal)
- Moon Menace on Planet Tell-a-Lie! (Ameaça lunar no planeta das mentiras em Portugal)
- I Scream, You Scream! (Eu grito, tu gritas em Portugal)
- The Green-Eyed Monster (O monstro de olho verde em Portugal)